# Plans
Plans es el quinto álbum de estudio de Death Cab for Cutie, lanzado el 30 de agosto de 2005. El baterista Jason McGerr señaló la continuidad entre este álbum y el anterior, afirmando «si Transatlanticism era una inhalación, Planes es la exhalación». En 2006, fue lanzado un DVD titulado Directions, una antología de 11 películas cortas inspiradas en temas de Plans.
El álbum alcanzó el número cuatro en el Billboard 200 y fue certificado como disco de platino en 28 de febrero de 2008. Recibió una nominación al Grammy por el Mejor Álbum de Música Alternativa en los Premios Grammy de 2006. El año siguiente, fueron nominados para un Premio Grammy a la Mejor Interpretación Pop por un Dúo o Grupo con Vocales por «I Will Follow You Into the Dark».

## Lista de canciones
| N.º | Título                               | Escritor(es)                       | Duración |  |
| 1.  | «Marching Bands of Manhattan»        | Ben Gibbard                        | 4:12     |  |
| 2.  | «Soul Meets Body»                    | Gibbard                            | 3:50     |  |
| 3.  | «Summer Skin»                        | Gibbard, Jason McGerr, Chris Walla | 3:14     |  |
| 4.  | «Different Names for the Same Thing» | Gibbard                            | 5:08     |  |
| 5.  | «I Will Follow You into the Dark»    | Gibbard                            | 3:09     |  |
| 6.  | «Your Heart Is an Empty Room»        | Gibbard                            | 3:39     |  |
| 7.  | «Someday You Will Be Loved»          | Gibbard, Walla                     | 3:11     |  |
| 8.  | «Crooked Teeth»                      | Gibbard, Walla                     | 3:23     |  |
| 9.  | «What Sarah Said»                    | Gibbard, Nick Harmer               | 6:20     |  |
| 10. | «Brothers on a Hotel Bed»            | Gibbard, Walla                     | 4:31     |  |
| 11. | «Stable Song»                        | Gibbard                            | 3:42     |  |

Canción extra (vinilo)

| N.º | Título                    | Duración |  |
| 12. | «Talking Like Turnstiles» | 2:28     |  |

Canción extra (Japón)

| N.º | Título                   | Duración |  |
| 12. | «Jealousy Rides with Me» | 2:25     |  |

Canciones extra (iTunes)

| N.º | Título                                   | Artista original | Duración |  |
| 12. | «Start Again»                            | Teenage Fanclub  | 2:38     |  |
| 13. | «Bad Reputation» (pre-order bonus track) | Freedy Johnston  | 4:16     |  |

## Personal
- Ben Gibbard – vocales, guitarras
- Nick Harmer – guitarra en bajo
- Jason McGerr – batería
- Chris Walla – guitarras, teclados, producción